# Aina Berg
Aina Berg (* 7. Januar 1902 in Göteborg; † 27. Oktober 1992 ebenda) war eine schwedische Freistil-Schwimmerin und olympische Medaillengewinnerin.

## Leben
Berg nahm an den Olympischen Sommerspielen 1920 und 1924 teil. Bei diesen Spielen gewann sie mit der schwedischen 4-mal-100-Meter-Freistilstaffel jeweils die Bronzemedaille.
In Antwerpen 1920 schied sie in den Einzelwettbewerben über 100 und 300 Meter Freistil jeweils im Semifinale aus. Bei den Spielen in Paris 1924 ging sie in den Einzelrennen über 100 und 400 Meter Freistil nicht an den Start.
Im Frühjahr 1922 nahm sie an der ersten offiziellen so genannten Frauenolympiade in Monte Carlo teil. Dort gewann sie das Finale über 100 m Freistil sowie die 4-mal 200 Meter Freistil mit der schwedischen Staffel.
Über 100 Meter Freistil war sie von 1921 bis 1926 in ununterbrochener Folge schwedische Meisterin und hielt von 1921 bis 1932 den schwedischen Landesrekord.